# Seuls parmi les hétéros
Pour plus de détails, voir Fiche technique et Distribution.
Seuls parmi les hétéros (Ich kenn keinen - Allein unter Heteros) est un film allemand réalisé par Jochen Hick, sorti en 2003.

## Synopsis
Quatre hommes homosexuels vivent dans la région rurale de la Souabe.

## Fiche technique
- Titre : Seuls parmi les hétéros
- Titre original : Ich kenn keinen - Allein unter Heteros
- Réalisation : Jochen Hick
- Scénario : Jochen Hick
- Musique : Jan Tilman Schade et Klaus Wagner
- Photographie : Jochen Hick
- Montage : Florian Köhler
- Production : Inge Classen et Jochen Hick
- Société de production : Galeria Alaska Productions
- Pays :  Allemagne
- Genre : Documentaire
- Durée : 99 minutes
- Dates de sortie : 
  -  Allemagne : 7 février 2003 (Berlinale), 11 mars 2004

## Distinctions
Le film a été présenté en sélection officielle lors de la Berlinale 2003 dans la section Panorama.